# Iglesia de Santa María de Guadalupe (Paso del Macho)
La Parroquia de Paso del Macho, también conocida como Parroquia Santa María de Guadalupe Paso del Macho, es una iglesia parroquial  ubicada en la cabecera municipal de Paso del Macho, Veracruz.
Es un templo religioso católico, dedicado a Nuestra Señora de Guadalupe y pertenece a la Diócesis de Córdoba. Es una construcción de estilo neoclásico concluida en los años de 1980.
La Parroquia se encuentra al cuidado del Párroco Leobardo Neri García  y del vicario el Padre José Peralta Yopihua.

## Historia
La Parroquia de Paso del Macho se encuentra ubicada en la zona centro de las llanuras del Sotavento, en el municipio de Paso del Macho, el poblado comienza a desarrollarse sobre el camino de Veracruz a Córdoba. En el año 1831 el poblado comienza la construcción de una capilla, en un manuscrito de 1831, en su estadística de Estado de Veracruz menciona: alrededor de 200 habitantes y una pequeña capilla. Otra mención de la existencia de este templo se da en la documentación del Diario de campaña del General Lorencez, donde cita: «Asistencia el día 27 de junio de 1862, a las fúnebres y misa de soldados caídos en la posta de Paso del Macho, en una improvisada capilla».
Fue en el año 1883 cuando se empezó la construcción de un templo a base de cal y cemento con pilares de mampostería con dimensiones de 30 metros de largo por 8,30 metros de ancho y con una altura de 6,5 metros, el tejado era de teja francesa y la estructura de soporte de madera dura, así como de ocho postes en su interior de ocote, que sostenía en centro de la estructura.
Fue hasta finales de 1893 donde 3200 metros cuadrados quedaron de construcción.
El primer párroco fue el Señor Don José María Barrera de 1896 a 1899, presbítero de la Arquidiócesis  de Xalapa, durante la época revolucionaria y de la guerra cristera fue cerrada por los fieles durante el periodo de Plutarco Elías Calles como presidente de México. Los oficios religiosos fueron prohibidos, por lo que se realizaron en la clandestinidad.
Al abrirse nuevamente las iglesias en la década de los años 1930 importantes obras comienzan, la teja es desmantelada, desarmando el techo de la iglesia y reforzando la mampostería lateral con pilastras.
En 1950 se inician los trabajos de construcción de los campanarios y se concluyeron en 1980.

## Festividad
El 12 de diciembre se celebra a Nuestra Señora de Guadalupe, cada año los fieles católicos hacen peregrinaciones al templo parroquial, acompañada de algarabía folklórica es decir danzas, las cuales son una tradición, también acompañan niños vestidos de indios como representaciones de San Juan Diego en la procesión de la Virgen de Guadalupe por las avenidas principales de la ciudad de Paso del Macho.